# Ireneusz Kawecki
Ireneusz Kawecki – polski pedagog, dr hab. nauk pedagogicznych o specjalności pedagogika ogólna, metodologia badań jakościowych.

## Życiorys
28 czerwca 2005 habilitował się na podstawie oceny dorobku naukowego i pracy zatytułowanej Wiedza praktyczna nauczyciela (studium etnograficzne). Został zatrudniony na stanowisku profesora nadzwyczajnego w Instytucie Nauk o Wychowaniu na Wydziale Pedagogicznym Akademii Pedagogicznej im. Komisji Edukacji Narodowej w Krakowie, w Zakładzie Pedagogiki Ogólnej i Metodologii Badań Edukacyjnych na Wydziale Pedagogicznym Uniwersytetu Rzeszowskiego, Gliwickiej Wyższej Szkole Przedsiębiorczości, oraz w Krakowskiej Akademii im. Andrzeja Frycza Modrzewskiego.
Piastował stanowisko dziekana na Wydziale Pedagogicznym Akademii Pedagogicznej im. Komisji Edukacji Narodowej w Krakowie i kierownika Zakładu Pedagogiki Ogólnej i Metodologii Wydziału Pedagogicznego Uniwersytetu Rzeszowskiego.

## Publikacje
- 2005: Korespondencja Polonia[1]
- 2009: Etnografia edukacyjna w szkole[1]